# Lasker~DeBakey Clinical Medical Research Award
Der Lasker~DeBakey Clinical Medical Research Award, bis 2008 Albert Lasker Award for Clinical Medical Research („Albert-Lasker-Preis für klinisch-medizinische Forschung“) wird durch die US-amerikanische Lasker Foundation („Lasker-Stiftung“) für herausragende Leistungen im Bereich der klinischen Forschung vergeben. Zusammen mit dem Albert Lasker Award for Basic Medical Research gilt er als höchste medizinisch-wissenschaftliche Auszeichnung in den Vereinigten Staaten.
2008 wurde er zu Ehren von Michael Ellis DeBakey auf seinen heutigen Namen umbenannt.
17 Preisträger (Stand 2023) erhielten später auch einen Nobelpreis für Physiologie oder Medizin. Karl Landsteiner (postume Auszeichnung 1946) hatte bereits 1930 einen Nobelpreis erhalten.
Neben dem Lasker~DeBakey Clinical Medical Research Award gibt es noch den Lasker-Koshland Special Achievement Award in Medical Science (früher Albert Lasker Achievement Award), mit dem er nicht verwechselt werden sollte.

## Preisträger
- 1946 John F. Mahoney, Karl Landsteiner (posthum), Alexander Solomon Wiener, Philip Levine
- 1947 Thomas Francis junior
- 1949 Max Theiler, Edward Calvin Kendall, Philip Showalter Hench
- 1950 George Nicolas Papanicolaou
- 1951 Elise L’Esperance, Catharine Macfarlane, William G. Lennox, Frederic A. Gibbs
- 1952 Conrad Elvehjem, Frederick Sumner McKay, H. Trendley Dean
- 1953 Paul Dudley White
- 1954 Alfred Blalock, Helen Brooke Taussig, Robert Edward Gross
- 1955 Clarence Walton Lillehei, Morley Cohen, Herbert E. Warden, Richard L. Varco, Hoffmann-La Roche Research Laboratories, Squibb Institute for Medical Research, Edward H. Robitzek, Irving Selikoff, Walsh McDermott, Carl Muschenheim
- 1956 Louis N. Katz, Jonas Salk, V. Everett Kinsey, Arnall Patz
- 1957 Rustom Jal Vakil, Nathan S. Kline, Robert H. Noce, Henri Marie Laborit, Pierre Deniker, Heinz E. Lehmann, Richard Shope
- 1958 Robert W. Wilkins
- 1959 John Holmes Dingle, Gilbert Dalldorf, Robert Edward Gross
- 1960 Karl Paul Link, Irving S. Wright, Edgar Van Nuys Allen
- 1962 Joseph E. Smadel
- 1963 Michael Ellis DeBakey, Charles Brenton Huggins
- 1964 Nathan S. Kline
- 1965 Albert Sabin
- 1966 Sidney Farber
- 1967 Robert Allan Phillips
- 1968 John Heysham Gibbon
- 1969 George Cotzias
- 1970 Robert A. Good
- 1971 Edward D. Freis
- 1972 Min Chiu Li, Roy Hertz, Denis Parsons Burkitt, Joseph H. Burchenal, Victor Anomah Ngu, John L. Ziegler, Edmund Klein, Emil Frei III, Emil J. Freireich, James F. Holland, Donald Pinkel, Paul P. Carbone, Vincent T. DeVita, Eugene J. Van Scott, Isaac Djerassi, C. Gordon Zubrod
- 1973 Paul Maurice Zoll, William B. Kouwenhoven
- 1974 John Charnley
- 1975 Godfrey Hounsfield, William Henry Oldendorf
- 1976 Raymond P. Ahlquist, James Whyte Black
- 1977 Inge Edler, Carl Helmut Hertz
- 1978 Michael Heidelberger, Robert Austrian, Emil C. Gotschlich
- 1980 Cyril A. Clarke, Ronald Finn, Vincent J. Freda, John G. Gorman, William Pollack
- 1981 Louis Sokoloff
- 1982 Roscoe O. Brady, Elizabeth F. Neufeld
- 1983 F. Mason Sones
- 1984 Paul Christian Lauterbur
- 1985 Bernard Fisher
- 1986 Max Essex, Robert Charles Gallo, Luc Montagnier
- 1987 Mogens Schou
- 1988 Vincent Dole
- 1989 Étienne-Émile Baulieu
- 1991 Yuet Wai Kan
- 1993 Donald Metcalf
- 1994 John Allen Clements
- 1995 Barry Marshall
- 1996 Porter Warren Anderson, David H. Smith, John B. Robbins, Rachel Schneerson
- 1997 Alfred Sommer
- 1998 Alfred G. Knudson, Peter C. Nowell, Janet Rowley
- 1999 David Cushman, Miguel Ondetti
- 2000 Harvey J. Alter, Michael Houghton
- 2001 Robert Edwards
- 2002 Willem Kolff, Belding Scribner
- 2003 Marc Feldmann, Ravinder N. Maini
- 2004 Charles Kelman
- 2005 Alec John Jeffreys, Edwin Southern
- 2006 Aaron T. Beck
- 2007 Alain Carpentier, Albert Starr
- 2008 Akira Endō
- 2009 Brian Druker, Nicholas B. Lydon, Charles L. Sawyers
- 2010 Napoleone Ferrara
- 2011 Tu Youyou
- 2012 Roy Yorke Calne, Thomas E. Starzl
- 2013 Graeme Clark, Ingeborg Hochmair-Desoyer, Blake S. Wilson
- 2014 Alim Louis Benabid, Mahlon R. DeLong
- 2015 James P. Allison
- 2016 Ralf F. W. Bartenschlager, Charles M. Rice, Michael J. Sofia
- 2017 Douglas R. Lowy, John T. Schiller
- 2018 John B. Glen
- 2019 H. Michael Shepard, Dennis J. Slamon, Axel Ullrich
- 2020 keine Vergabe
- 2021 Katalin Karikó, Drew Weissman
- 2022 Yuk Ming Dennis Lo
- 2023 James G. Fujimoto, David Huang, Eric A. Swanson
- 2024 Joel Habener, Lotte Bjerre Knudsen, Svetlana Mojsov